# Manningford
Manningford est une paroisse civile du Wiltshire, en Angleterre.